# Tramway de Zlatooust
Le tramway de Zlatooust est le réseau de tramways de la ville de Zlatooust, dans l'oblast de Tcheliabinsk, en Russie. Le réseau est composé de trois lignes, totalisant 49,3 kilomètres de voies. Il a été officiellement mis en service le 25 décembre 1934.